# Beeville
Beeville ist eine Stadt und Sitz der County-Verwaltung (County Seat) des Bee Countys im Bundesstaat Texas in den Vereinigten Staaten von Amerika. Das U.S. Census Bureau hat bei der Volkszählung 2020 eine Einwohnerzahl von 13.669 ermittelt.

## Geographie
Die Stadt liegt an der Kreuzung der US Highways 59 und 181 am Poesta Creek im Südosten von Texas, ist etwa 100 Kilometer vom Golf von Mexiko entfernt und hat eine Gesamtfläche von 15,8 km². Die Entfernung zu Corpus Christi im Südwesten beträgt ungefähr 90 Kilometer und zu San Antonio im Nordwesten etwa 160 Kilometer.

## Geschichte
Die ersten Siedler und Stadtgründer waren die Familien Burke, Carroll und Heffernan um 1830. Die Ansiedlung nannten sie zuerst Maryville, benannten sie dann aber um in „Beeville“, nach Barnard Elliott Bee, einem Brigadegeneral der Konföderierten im Amerikanischen Bürgerkrieg sowie Außenminister und Kriegsminister der Republik Texas.
1859 öffnete das erste Postbüro und 1880 hatte der Ort 300 Einwohner. Nachdem 1886 die erste Eisenbahnlinie hierher gekommen war, stieg die Einwohnerzahl in den nächsten 4 Jahren auf 1000 an. Der Öl-Boom in den 1920er Jahren und Ölfunde in der Gegend bescherten auch der Stadt einen Einwohnerschub und 1930 wurden 4806 Personen gezählt.

## Demographie
Nach der Volkszählung im Jahr 2000 lebten hier 13.129 Menschen in 4.697 Haushalten und 3287 Familien. Die Bevölkerungsdichte betrug 829,6 Einwohner pro km². Ethnisch betrachtet setzt sich die Bevölkerung zusammen aus 72,08 % weißer Bevölkerung, 2,87 % Afroamerikanern, 0,59 % amerikanischen Ureinwohnern, 0,69 % Asiaten, 0,05 % Bewohnern aus dem pazifischen Inselraum und 20,63 % aus anderen ethnischen Gruppen. Etwa 3,09 % stammen von zwei oder mehr Rassen ab und 67,67 % der Bevölkerung sind Spanier oder Latein-Amerikaner.
Von den 4697 Haushalten hatten 39,4 % Kinder unter 18 Jahre, die im Haushalt lebten. 45,5 % davon waren verheiratete, zusammenlebende Paare. 19,2 % waren allein erziehende Mütter und 30,0 % waren keine Familien. 26,1 % aller Haushalte waren Singlehaushalte und in 10,3 % lebten Menschen, die 65 Jahre oder älter waren. Die Durchschnittshaushaltsgröße betrug 2,73 und die durchschnittliche Größe einer Familie 3,30 Personen.
31,1 % der Bevölkerung waren unter 18 Jahre alt, 11,1 % von 18 bis 24, 26,2 % von 25 bis 44, 19,8 % von 45 bis 64, und 11,8 % die 65 Jahre oder älter waren. Das Durchschnittsalter war 31 Jahre. Auf 100 weibliche Personen aller Altersgruppen kamen 89,1 männliche Personen. Auf 100 Frauen im Alter von 18 Jahren und darüber kamen 83,5 Männer.

Das jährliche Durchschnittseinkommen eines Haushalts betrug 25.475 USD, das Durchschnittseinkommen einer Familie 27.794 USD. Männer hatten ein Durchschnittseinkommen von 26.761 USD gegenüber den Frauen mit 20.411 USD. Das Prokopfeinkommen betrug 11.027 USD. 30,3 % der Bevölkerung und 26,5 % der Familien lebten unterhalb der Armutsgrenze. Davon waren 40,8 % Kinder und Jugendliche unter 18 Jahren und 24,4 % waren 65 oder älter.

## Kriminalität
Die Kriminalitätsrate hat einen Index von X Punkte. (Vergl. US-Landesdurchschnitt: 329,7 Punkte) 2003 gab es sechs Vergewaltigungen, drei Raubüberfälle, 43 tätliche Angriffe auf Personen, 100 Einbrüche, 279 Diebstähle und 14 Autodiebstähle.

## Persönlichkeiten
- Craig Wilson (* 1957), Wasserballspieler